# 용호 (가수)
용호(1992년 2월 19일 ~)는 대한민국의 가수다. 2022년 미스터트롯2 독종부로 출연하며 장윤정,진성,김연자,장민호 등 심사위원 전원의 심금을 울리며 올하트 무대로 본선에 진출하였다.

## 방송
- 미스터트롯2 - 새로운 전설의 시작 (2022) - Top73

- (2023) 채널A "나는 몸신이다 시즌2"출연

- (2023) MBC "기분좋은날" 출연
- 콘테스트M4 (2024) - Top12

## 음반
- 당신인가요 (2022)
- 아리아리 용호 (2022)
- 오늘도청춘 용호(2023)
- 향기없는꽃 용호(2023)